# Aarón Filgueira
Aarón Filgueira Martínez es un expiloto de automovilismo actualmente inactivo, natural de Outes (La Coruña, Galicia), nacido el 1 de enero de 1993. Tras el fallecimiento de su padre pasó a llevar junto a su hermano el circuito de karting Ayrton Senna de Sierra de Outes.

## Trayectoria

### Karting

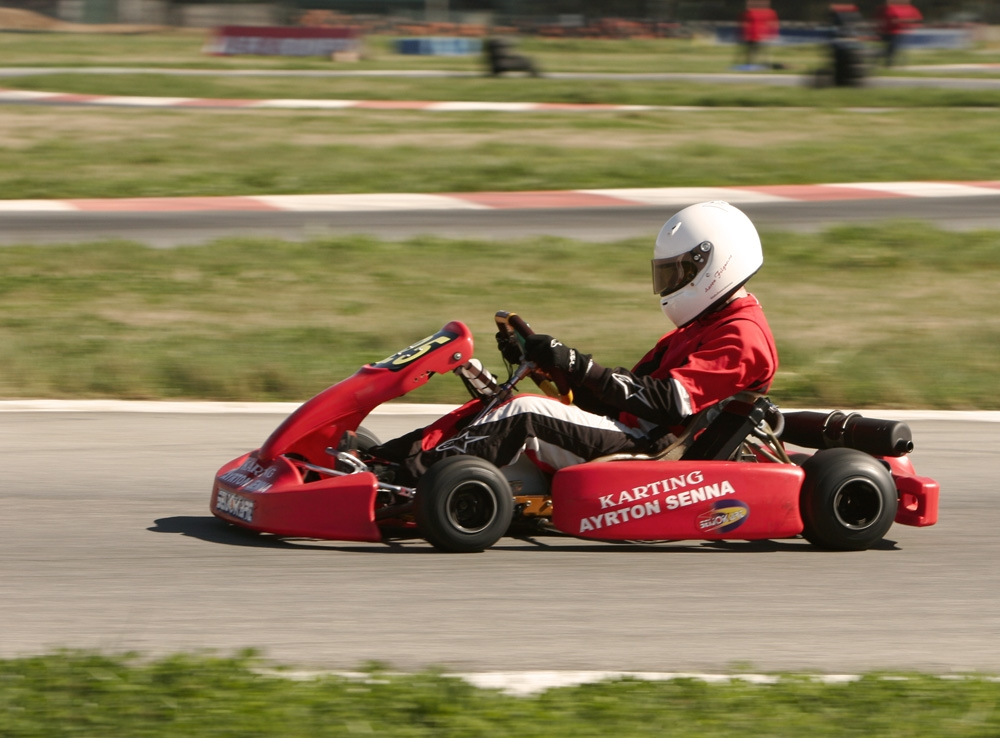
Aarón a bordo de un Seijo Kart en 2008. Circuito de Pastoriza.

Se inició en el Karting a la edad de 4 años. En su primera competición quedó 6º y 5º clasificado, entre 10 participantes mayores que él, en una prueba organizada en 1999 por Marc Gené en Santiago de Compostela, cuando tenía 6 años. En el año 2001 participa por primera vez en el Campeonato Gallego de karting corriento sólo en dos carreras en las que quedó 5º y 4º (Circuito urbano de A Golada y Circuito París-Dakart, respectivamente). Este campeonato lo ganaría dos veces, en 2005 y 2006, siendo subcampeón de Galicia los años 2003 y 2008.
En 2009 participa en el Campeonato de España de karting disputando 4 carreras con un Kart antiguo que limitó mucho sus opciones de competir en igualdad de condiciones, acabó 19º, 18º y 15º, abandonando en una carrera por rotura.

### European F3 Open
A finales del 2009 Aarón realiza un test con el equipo Drivex con un Fórmula BMW en el Circuito de Montmeló. En la Temporada 2010, Aarón participaría en la European F3 Open a bordo de un Dallara F306 del equipo Drivex, un coche de la clase Copa de España.
En su primera carrera de la temporada hace podio logrando un 3r puesto en Cheste, dos carreras después vence en el circuito del Jarama logrando la vuelta rápida absoluta. Una cita después el joven piloto conseguiría hacerse un sitio en la historia del automovilismo español ganando una carrera en el mítico circuito de Spa-Francorchamps de forma absoluta con un coche de la clase Copa siendo el primer piloto que consigue esta hazaña desde que se creó la clase Copa en el 2005. Terminaría finalmente como subcampeón de la temporada, perdiendo el campeonato ante Noel Jammal al abandonar en las dos carreras del Circuit de Catalunya.
El 29 de enero de 2011, Filgueira recibió la Mención Especial al Fair Play concedida por la "Federación Galega de Automobilismo". En la gala anual de entrega de premios que organiza la Federación Gallega,  José Ramón Lete Lasa, Secretario General para el Deporte de la Junta de Galicia, hizo la entrega del trofeo. Filgueira y su entorno estuvieron valorando diferentes opciones y presupuestos de cara a disputar enteramente la temporada 2011, pero la falta de patrocinadores y la muerte de su padre le complicaron mucho las cosas.

## Resultados

### European F3 Open
| Temporada | Escudería | CHE 1 | CHE 2 | JAR 1 | JAR 2 | SPA 1 | SPA 2 | MAG 1 | MAG 2 | BRA 1 | BRA 2 | MON 1 | MON 2 | JER 1 | JER 2 | CAT 1 | CAT 2 | Pos | Pts |
| --------- | --------- | ----- | ----- | ----- | ----- | ----- | ----- | ----- | ----- | ----- | ----- | ----- | ----- | ----- | ----- | ----- | ----- | --- | --- |
| 2010      | Drivex    | 12    | Ret   | 9     | 6     | 3     | 1     | Ret   | 10    | 10    | 8     | 8     | 12    | 4     | DNS   | Ret   | Ret   | 8º  | 40  |

### European F3 Open - Clase Copa
| Temporada | Escudería | CHE 1 | CHE 2 | JAR 1 | JAR 2 | SPA 1 | SPA 2 | MAG 1 | MAG 2 | BRA 1 | BRA 2 | MON 1 | MON 2 | JER 1 | JER 2 | CAT 1 | CAT 2 | Pos | Pts |
| --------- | --------- | ----- | ----- | ----- | ----- | ----- | ----- | ----- | ----- | ----- | ----- | ----- | ----- | ----- | ----- | ----- | ----- | --- | --- |
| 2010      | Drivex    | 3     | Ret   | 2     | 1     | 1     | 1     | Ret   | 3     | 2     | 2     | 2     | 6     | 1     | DNS   | Ret   | Ret   | 2º  | 84  |